# Lịch sử hành chính Tiền Giang
Tiền Giang là một tỉnh thuộc vùng đồng bằng sông Cửu Long, miền Nam Việt Nam. Tỉnh được hình thành từ năm 1976 trên cơ sở sáp nhập hai tỉnh Định Tường (vốn do chính quyền Việt Nam Cộng hòa thành lập, nhưng phía Mặt trận Dân tộc Giải phóng miền Nam Việt Nam sau là Cộng hòa Miền Nam Việt Nam cũng như Việt Nam Dân chủ Cộng hòa vẫn gọi tên cũ là tỉnh Mỹ Tho) và Gò Công (vốn do chính quyền thuộc địa Pháp thành lập).

## Trước ngày 30 tháng 4 năm 1975

### Tỉnh Định Tường thời nhà Nguyễn độc lập
Trước thế kỷ XVII, đất Tiền Giang thuộc Chân Lạp. Vào đầu thế kỷ XVII, Chey Chettha II lên ngôi vua ở Chân Lạp, để tạo ra một thế lực và liên minh mới đối trọng với nước Xiêm, ông tìm đến chúa Nguyễn qua cuộc hôn nhân với Công nữ Ngọc Vạn. Mối quan hệ giữa hai nước ngày càng gắn bó. Khi Batom Reachea trở thành vua Chân Lạp (nhờ sự hỗ trợ của chúa Nguyễn), người Việt được phép đến định cư ở các vùng đất thuộc lãnh thổ nước này.
Vào năm 1679, một nhóm khoảng 3.000 người Minh Hương được chúa Nguyễn cho định cư ở vùng đất mới này. Trong nhóm do Dương Ngạn Địch đứng đầu, lập Mỹ Tho đại phố (chữ Hán: 美萩大浦) ở làng Mỹ Chánh, huyện Kiến Hòa. Khu đại phố này kéo dài đến Cầu Vĩ, Gò Cát, tức khu vực xã Mỹ Phong hiện nay. Rất nhiều làng xã mọc lên xung quanh khu vực Mỹ Tho: Thái Trấn lập làng An Hoà (sau đổi là Thạnh Trị), Nguyễn Văn Trước lập làng Điều Hòa. Vào thế kỷ 17, Mỹ Tho đã trở thành một trong hai trung tâm thương mại lớn nhất Nam Bộ lúc bấy giờ (trung tâm còn lại là Cù lao Phố, Biên Hòa).
Năm 1688, Dương Ngạn Địch bị phó tướng là Hoàng Tiến sát hại. Quân Hoàng Tiến nảy sinh mâu thuẫn với Chân Lạp. Trước tình hình này, Chúa Nguyễn Phúc Trăn điều quân để dẹp cả Hoàng Tiến và uy hiếp Chân Lạp. Tháng Giêng năm 1689, tướng Nguyễn là Mai Vạn Long kéo quân đến cửa biển Mỹ Tho khiến Hoàng Tiến không chống nổi và bị giết. Thừa thắng, Vạn Long cùng Trần Thượng Xuyên tiến đánh Chân Lạp, liên tiếp lấy được ba lũy Bích Đôi, Cầu Nam, Nam Vang; vua Chân Lạp là Nặc Thu phải hàng phục.
Từ thế kỷ XVII, vùng Tiền Giang được người Việt từ miền Trung và miền Bắc, trong đó phần lớn là từ vùng Ngũ Quảng - đến khai hoang và định cư. Năm Nhâm Tý (1772), chúa Nguyễn Phúc Thuần quyết định thành lập tại Mỹ Tho một đơn vị hành chính mang tính quân quản là đạo Trường Đồn. Đứng đầu đạo Trường Đồn có một quan võ cấp Cai cơ (hoặc Cai đội), một quan văn cấp Thư ký và lực lượng tinh binh, thuộc binh. Lỵ sở đạo Trường Đồn đặt tại giồng Kiến Định (nay là khu vực thị trấn Tân Hiệp, huyện Châu Thành).
Năm Kỷ Hợi (1779), Nguyễn Phúc Ánh làm Nhiếp Quốc chính, cắt bớt địa giới các dinh Phiên Trấn, Trấn Biên và Long Hồ, kết hợp với đạo Trường Đồn để lập dinh Trường Đồn. Đặt các chức Lưu thủ, Ký lục, Cai bạ (toàn các quan văn) cai trị. Lỵ sở dinh Trường Đồn cũng đặt tại giồng Kiến Định như cũ. Dinh Trường Đồn được thành lập trên cơ sở là một "đạo" nên không có "phủ" mà chỉ có một "huyện", đó là huyện Kiến Khương, gồm các thuộc Kiến Hưng, Kiến Hòa và Kiến Đăng.
Tháng Giêng năm Canh Tý (1780), Nguyễn Phúc Ánh lên ngôi chúa. Năm sau, Nguyễn Phúc Ánh đổi tên dinh Trường Đồn thành dinh Trấn Định, dời lỵ sở về thôn Mỹ Chánh (Mỹ Tho). Từ đó, Mỹ Tho trở thành trung tâm chính trị, hành chính, quân sự, văn hoá và kinh tế của một vùng. Đời Gia Long (1802), đơn vị dinh được đổi thành trấn. Lúc bấy giờ ở Nam kỳ có 5 trấn: Biên Hoà, Phiên An, Định Tường, Vĩnh Trấn (sau là trấn Vĩnh Thanh) và Hà Tiên; lại đặt thêm thành Gia Định thống lĩnh 5 trấn này. Đất Tiền Giang bấy giờ thuộc trấn Định Tường. Trấn Định Tường có phủ Kiến An gồm ba huyện Kiến Hưng, Kiến Hoà và Kiến Đăng. 

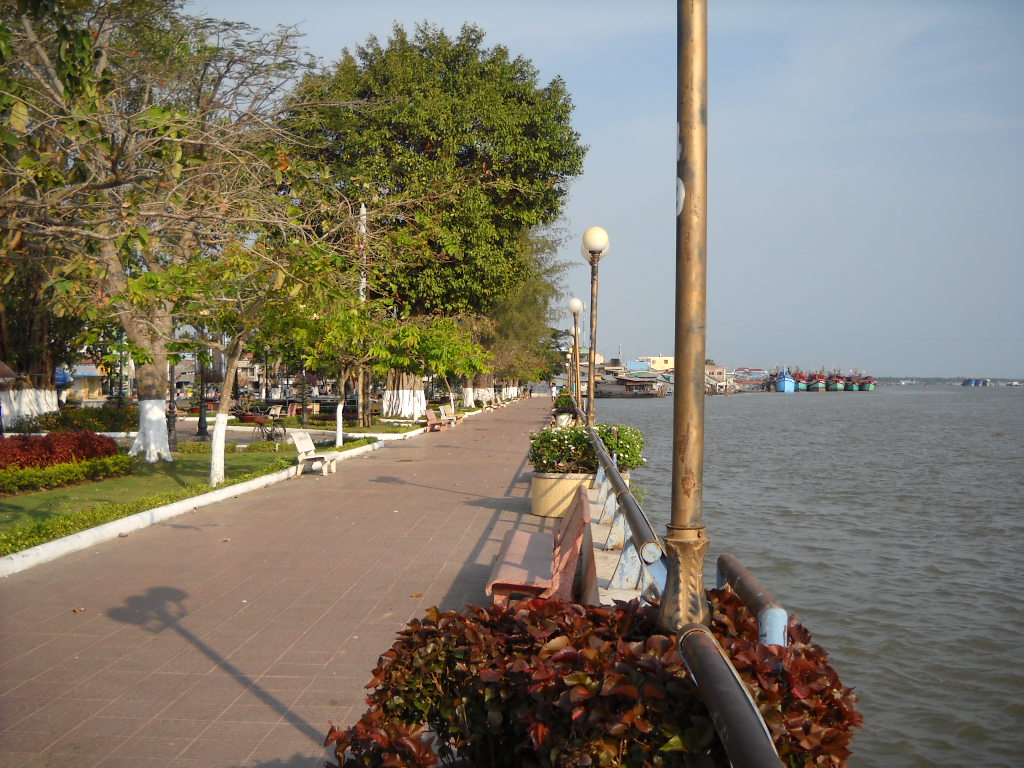
Một góc TP Mỹ Tho bên sông Tiền

Năm Đinh Mão (1831), Minh Mạng đổi đơn vị "trấn" thành đơn vị "tỉnh" và bắt đầu xây dựng chế độ phong kiến theo mô hình trung ương tập quyền, xóa bỏ cấp "thành", đặt ba tỉnh kiêm nhiếp, ba tỉnh phân hạt: tỉnh Gia Định kiêm nhiếp tỉnh Biên Hoà (phân hạt), tỉnh Vĩnh Long kiêm nhiếp tỉnh Định Tường (phân hạt), tỉnh An Giang kiêm nhiếp tỉnh Hà Tiên (phân hạt). Tỉnh Định Tường (chữ Hán: 定祥(省)) được thành lập năm Minh Mạng thứ 13 (1832) và là một trong 6 tỉnh của Nam Kỳ (Nam Kỳ lục tỉnh).
Năm 1859, Pháp xâm chiếm thành Gia Định. Năm 1861, Pháp đánh chiếm Gia Định, Biên Hòa, Định Tường, Vĩnh Long. Thời Pháp thuộc (1862-1945), theo Hiệp ước Nhâm Tuất năm 1862, Định Tường cùng với Biên Hòa và Gia Định bị cắt nhượng cho Pháp đô hộ. Năm 1863, thực dân Pháp đặt viên chức cai trị, song vẫn giữ phân ranh hành chính cũ của tỉnh Định Tường.
Năm 1869, sau 2 năm chiếm nốt 3 tỉnh miền Tây (gồm Vĩnh Long, An Giang và Hà Tiên), Pháp còn giữ 6 tỉnh nhưng chia cắt lại các phủ huyện lệ thuộc. Như tỉnh Định Tường đổi là tỉnh Mỹ Tho và coi 4 hạt (inspection): Mỹ Tho (huyện Kiến Hưng cũ), Chợ Gạo (huyện Kiến Hòa cũ), Bến Tre (phủ Hoằng Trị trực thuộc tỉnh Vĩnh Long cũ), Cai Lậy (huyện Kiến Đăng cũ). Còn hạt Cần Lố (huyện Kiến Phong cũ) thì lại chuyển sang cho tỉnh Vĩnh Long cai quản. Lúc đầu địa bàn tỉnh Định Tường được chia làm 4 hạt Thanh tra, tạm gọi tên theo tên các phủ huyện cũ, sau mới đổi tên gọi theo địa điểm đóng trụ sở. Đó là:
- Hạt Thanh tra Kiến An hay Kiến Hưng, sau đổi là hạt Thanh tra Mỹ Tho.
- Hạt Thanh tra Kiến Hòa sau đổi là hạt Thanh tra Chợ Gạo.
- Hạt Thanh tra Kiến Đăng sau đổi là hạt Thanh tra Cai Lậy.
- Hạt Thanh tra Kiến Tường sau đổi là hạt Thanh tra Cần Lố.

Ngày 5 tháng 12 năm 1868, giải thể hạt Thanh tra Cai Lậy nhập vào hạt Thanh tra Mỹ Tho, kể từ ngày 15 tháng 12 năm 1868. Tiếp theo, ngày 23 tháng 12 năm 1868, giải thể hạt Thanh tra Chợ Gạo nhập vào hạt Thanh tra Mỹ Tho. Nhưng đến ngày 20 tháng 10 năm 1869 hạt Thanh tra Cai Lậy được lập lại theo địa bàn cũ và đến ngày 8 tháng 9 năm 1870 dời trụ sở về Cái Bè, nên gọi là hạt Thanh tra Cái Bè. Ngày 20 tháng 9 năm 1870, giải thể hạt Thanh tra Cần Lố, đưa hai tổng Phong Hòa và Phong Phú vào hạt Thanh tra Cái Bè, đồng thời đưa hai tổng Phong Nẫm và Phong Thạnh qua hạt Thanh tra Sa Đéc. Ngày 5 tháng 6 năm 1871, giải thể hạt Thanh tra Cái Bè nhập vào địa bàn hạt Thanh tra Mỹ Tho. Như vậy 4 hạt Thanh tra trên lần lượt bị giải thể và hợp nhất lại thành Hạt Thanh tra Mỹ Tho.
Song song với đất Định Tường, tại Gia Định, thực dân Pháp cũng lập các hạt Thanh tra. Hạt Thanh tra Tân An bao gồm địa bàn huyện Tân Hòa (tức Gò Công). Năm 1865 phần đất Tân Hòa tách khỏi hạt Thanh tra Tân An để lập Hạt Thanh tra Tân Hòa, trụ sở đặt tại Gò Công. Ngày 16 tháng 8 năm 1867, Hạt thanh tra Tân Hòa được đổi tên thành hạt Thanh tra Gò Công.
Từ năm 1872, thực dân Pháp bỏ hẳn cả hệ thống hành chính lục tỉnh và phủ huyện cũ. Nam Kỳ được chia thành 18 hạt và 2 thành phố (Sài Gòn, Chợ Lớn). Địa bàn tỉnh Định Tường chia ra cho 5 hạt: toàn hạt Mỹ Tho (nằm trên 3 huyện Kiến Hưng, Kiến Hòa, Kiến Đăng cũ), một nửa Đồng Tháp Mười cho hạt Tân An (lấy đất tổng Hưng Long của huyện Kiến Hưng cũ), nửa còn lại (huyện Kiến Phong cũ) chia nhau cho 3 hạt Châu Đốc, Long Xuyên và Sa Đéc. Từ ngày 5 tháng 1 năm 1876, các hạt Thanh tra được thay bằng hạt Tham biện. Năm 1876, tỉnh Định Tường chính thức bị Pháp giải thể.
Theo Nghị định của Toàn quyền Đông Dương vào ngày 20 tháng 12 năm 1899 thì kể từ ngày 1 tháng 1 năm 1900, đổi tất cả các hạt ở Nam Kỳ thành tỉnh. Địa bàn tỉnh Định Tường cũ chia ra thành 5 tỉnh giống như thời kỳ trước đây: tỉnh Mỹ Tho, tỉnh Tân An, tỉnh Châu Đốc, tỉnh Long Xuyên và tỉnh Sa Đéc. Tình hình đó kéo dài cho đến năm 1956.

### Tỉnh Mỹ Tho và tỉnh Gò Công thời Pháp thuộc
Theo Nghị định ngày 20 tháng 12 năm 1899 của Toàn quyền Đông Dương đổi tất cả các hạt tham biện thành tỉnh thì từ ngày 1 tháng 1 năm 1900, các hạt tham biện Mỹ Tho và Gò Công lần lượt trở thành tỉnh Mỹ Tho và tỉnh Gò Công. Tỉnh Mỹ Tho ban đầu có 3 trung tâm hành chính là Châu Thành, Cai Lậy và Chợ Gạo.
Sau thời gian thực hiện chính sách trực trị không thành công, thực dân Pháp bắt buộc phải lập cấp quận làm trung gian giữa tỉnh và tổng, làng. Năm 1904, thực dân Pháp thành lập quận Cai Lậy thuộc tỉnh Mỹ Tho. Ngày 22 tháng 3 năm 1912, thực dân Pháp cho thành lập mới nhiều quận trực thuộc tỉnh Mỹ Tho, bao gồm: Châu Thành, Cái Bè, Chợ Gạo và An Hóa.
Ngày 9 tháng 2 năm 1913, chính quyền thực dân Pháp thành lập quận Bến Tranh thuộc tỉnh Mỹ Tho trên cơ sở tách đất từ quận Châu Thành và quận Chợ Gạo cùng tỉnh. Ngày 1 tháng 1 năm 1928, giải thể quận Bến Tranh, địa bàn sáp nhập trở lại vào các quận Châu Thành và Chợ Gạo như cũ.
Còn ở tỉnh Gò Công, thực dân Pháp lại không thành lập các quận, mà thay vào đó các tổng trực thuộc tỉnh.
Từ ngày 9 tháng 2 năm 1913 đến ngày 9 tháng 2 năm 1924, tỉnh Mỹ Tho bao gồm cả tỉnh Gò Công nhập vào, thành quận Gò Công thuộc tỉnh Mỹ Tho. Từ năm 1924 đến năm 1956, Gò Công lại trở thành một tỉnh độc lập.
Sau Cách mạng tháng Tám 1945, Ủy ban Kháng chiến Hành chánh Nam bộ chủ trương bỏ cấp tổng, bỏ đơn vị làng, thống nhất gọi là xã, đồng thời bỏ danh xưng quận, gọi thay thế bằng huyện. Năm 1948, chính quyền kháng chiến đưa quận An Hóa giao về tỉnh Bến Tre cho tiện quản lý. Chính quyền Việt Nam Cộng hòa đến năm 1956 cũng thống nhất dùng danh xưng là xã, tuy nhiên vẫn gọi là quận cho đến năm 1975.
Năm 1951 Ủy ban Kháng chiến Hành chánh Nam bộ ra Quyết định sáp nhập 3 tỉnh: Mỹ Tho, Tân An, Gò Công thành một tỉnh có tên là tỉnh Mỹ Tho. Sau năm 1954 lại trả về 3 tỉnh như cũ.

### Tỉnh Định Tường (tỉnh Mỹ Tho) và tỉnh Gò Công giai đoạn 1956-1976

#### Việt Nam Cộng hòa
Ban đầu, chính quyền Quốc gia Việt Nam và sau đó là Việt Nam Cộng hòa vẫn duy trì tên gọi tỉnh Mỹ Tho và tỉnh Gò Công như thời Pháp thuộc.
Ngày 2 tháng 4 năm 1955 chính quyền Việt Nam Cộng hòa cho lập ở tỉnh Gò Công 2 quận trực thuộc: quận Châu Thành và quận Hòa Đồng.
Ngày 17 tháng 2 năm 1956, chính quyền Việt Nam Cộng hòa sáp nhập phần đất vốn thuộc tỉnh Mỹ Tho ở phía tây kênh số 4 tới vàm kênh Tổng đốc Lộc và kênh Tổng đốc Lộc tới Mỹ Hiệp vào địa phận tỉnh Phong Thạnh mới được thành lập (cuối năm 1956 lại đổi tên thành tỉnh Kiến Phong, ngày nay thuộc tỉnh Đồng Tháp). Phần đất này bao gồm làng Mỹ An (thuộc tổng Phong Phú) và một phần làng Mỹ Trung (thuộc tổng Phong Hòa) cùng thuộc quận Cái Bè trước đó.
Ngày 28 tháng 6 năm 1956, chính quyền Việt Nam Cộng hòa quyết định đổi tên quận An Hóa thành quận Bình Đại, đồng thời tách quận Bình Đại ra khỏi tỉnh Mỹ Tho để nhập về tỉnh Bến Tre như phía chính quyền Việt Minh đã làm vào năm 1948. Ngày 21 tháng 7 năm 1956, chính quyền Việt Nam Cộng hòa tái lập quận Bến Tranh thuộc tỉnh Mỹ Tho.
Ngày 22 tháng 10 năm 1956, Tổng thống Việt Nam Cộng hòa Ngô Đình Diệm ban hành Sắc lệnh số 143-NV để "thay đổi địa giới và tên Đô thành Sài Gòn – Chợ Lớn cùng các tỉnh và tỉnh lỵ tại Việt Nam". Địa giới và địa danh các tỉnh ở miền Nam thay đổi nhiều, một số tỉnh mới được thành lập. Theo Sắc lệnh này, địa phận Nam Phần của Việt Nam Cộng hòa gồm Đô thành Sài Gòn và 22 tỉnh. Lúc này, tỉnh Định Tường được thành lập trên phần đất tỉnh Mỹ Tho (trừ vùng nằm phía nam sông Tiền Giang là quận An Hóa thì đổi tên thành quận Bình Đại và nhập vào tỉnh Kiến Hòa) và tỉnh Gò Công cũ. Tỉnh lỵ tỉnh Định Tường đặt tại Mỹ Tho và vẫn giữ nguyên tên là "Mỹ Tho", về mặt hành chánh thuộc xã Điều Hòa, quận Châu Thành.
Ngày 24 tháng 4 năm 1957, chính quyền Việt Nam Cộng hòa ấn định các đơn vị hành chính trực thuộc tỉnh. Tỉnh Định Tường có tỉnh lỵ đặt tại Mỹ Tho, bao gồm 7 quận ban đầu: Châu Thành, Chợ Gạo, Bến Tranh, Cái Bè, Cai Lậy, Gò Công và Hòa Đồng. Trong đó, các quận Bến Tranh, Cai Lậy, Cái Bè, Châu Thành và Chợ Gạo trước năm 1956 cùng thuộc tỉnh Mỹ Tho cũ. Riêng 2 quận Gò Công và Hòa Đồng lại thuộc tỉnh Gò Công cũ, đặc biệt quận Gò Công lúc bấy giờ chính là quận Châu Thành của tỉnh Gò Công trước đây.
Ngày 8 tháng 11 năm 1960, quận Châu Thành đổi tên thành quận Long Định. Ngày 9 tháng 8 năm 1961, tách đất quận Cái Bè lập quận mới Giáo Đức; quận Cái Bè đổi tên thành quận Sùng Hiếu; quận Cai Lậy đổi tên thành quận Khiêm Ích.
Ngày 20 tháng 12 năm 1963, chính quyền Việt Nam Cộng hòa quyết định tái lập tỉnh Gò Công, tách từ tỉnh Định Tường. Tỉnh lỵ có tên là "Gò Công", về mặt hành chánh thuộc xã Long Thuận, quận Châu Thành (quận Gò Công cũ). Khi mới tái lập, tỉnh Gò Công gồm 2 quận: Châu Thành (đổi tên từ quận Gò Công) và Hòa Đồng. Ngày 6 tháng 4 năm 1965, chính quyền Việt Nam Cộng hòa sắp xếp hành chính, chia lại tỉnh Gò Công thành 4 quận bao gồm: Hòa Đồng, Hòa Lạc, Hòa Tân, Hòa Bình.
Sau khi tái lập tỉnh Gò Công, phần đất còn lại tương ứng với tỉnh Mỹ Tho trước năm 1956, tuy nhiên Việt Nam Cộng hòa vẫn giữ tên gọi tỉnh Định Tường cho vùng đất này đến năm 1975. Lúc này, tỉnh Định Tường còn lại 6 quận: Bến Tranh, Long Định, Chợ Gạo, Khiếm Ích, Sùng Hiếu, Giáo Đức.
Ngày 23 tháng 5 năm 1964 chia quận Long Định thành 2 quận: Châu Thành và Long Định. Ngày 10 tháng 11 năm 1964 đổi lại tên quận Sùng Hiếu thành quận Cái Bè, quận Khiếm Ích thành quận Cai Lậy như cũ. Ngày 24 tháng 3 năm 1969, chính quyền Việt Nam Cộng hòa đổi tên quận Long Định (tỉnh Định Tường) thành quận Sầm Giang.
Ngày 30 tháng 9 năm 1970, Thủ tướng Việt Nam Cộng hòa ban hành Sắc lệnh số 114/SL-NV cải biến xã Điều Hòa thuộc quận Châu Thành thành thị xã Mỹ Tho, là thị xã tự trị trực thuộc chính quyền Trung ương Việt Nam Cộng hòa, đồng thời kiêm tỉnh lỵ tỉnh Định Tường. Từ đó cho đến năm 1975, thị xã Mỹ Tho, tỉnh Định Tường và tỉnh Gò Công là ba đơn vị hành chính cấp tỉnh ngang bằng nhau theo sự phân chia sắp xếp hành chính của Việt Nam Cộng hòa.
Ngày 12 tháng 7 năm 1974, lập quận mới Hậu Mỹ thuộc tỉnh Định Tường. Các đơn vị hành chính của quận Hậu Mỹ chưa sắp xếp xong thì chính quyền Việt Nam Cộng hòa sụp đổ vào ngày 30 tháng 4 năm 1975. Như vậy năm 1975 tỉnh Định Tường có 8 quận: Châu Thành, Chợ Gạo, Bến Tranh, Sầm Giang, Cai Lậy, Cái Bè, Giáo Đức, Hậu Mỹ.

#### Chính quyền Cách mạng
Tuy nhiên chính quyền Mặt trận dân tộc giải phóng miền Nam Việt Nam (sau này là Chính phủ Cách mạng lâm thời Cộng hòa Miền Nam Việt Nam) và Việt Nam Dân chủ Cộng hòa không công nhận tên gọi tỉnh Định Tường và vẫn giữ tên tỉnh cũ là tỉnh Mỹ Tho.
Năm 1957, chính quyền cách mạng nhập 2 tỉnh Gò Công và Mỹ Tho làm một đơn vị và gọi là tỉnh Mỹ Tho, bao gồm thị xã Mỹ Tho và các huyện: Cái Bè, Cai Lậy, Châu Thành, Chợ Gạo, Gò Công. Trong giai đoạn 1964-1968, địa bàn tỉnh Gò Công của chính quyền Việt Nam Cộng hòa vẫn do huyện Gò Công thuộc tỉnh Mỹ Tho của chính quyền cách mạng quản lý. Nhưng đến tháng 8 năm 1968, huyện Gò Công lại được chính quyền Mặt trận dân tộc giải phóng miền Nam Việt Nam tách khỏi tỉnh Mỹ Tho để lập lại tỉnh Gò Công.
Ngày 24 tháng 8 năm 1967, Trung ương cục miền Nam đã chuẩn y tách thị xã Mỹ Tho ra khỏi tỉnh Mỹ Tho, đồng thời nâng thị xã lên thành thành phố Mỹ Tho trực thuộc Khu 8, là một đơn vị hành chính ngang bằng với tỉnh Mỹ Tho. Như vậy cho đến năm 1976, tỉnh Mỹ Tho, tỉnh Gò Công và thành phố Mỹ Tho là 3 đơn vị hành chính ngang bằng nhau.
Năm 1969, chính quyền Cách mạng chia huyện Châu Thành thành hai huyện là Châu Thành Bắc và Châu Thành Nam cùng thuộc tỉnh Mỹ Tho. Đến năm 1971, lại chia huyện Cai Lậy thành hai huyện là Cai Lậy Bắc và Cai Lậy Nam. Năm 1975, các huyện Châu Thành Bắc, Châu Thành Nam, Cai Lậy Bắc và Cai Lậy Nam đều bị giải thể, sáp nhập trở lại thành các huyện Châu Thành và huyện Cai Lậy như trước đó.
Sau ngày 30 tháng 4 năm 1975, chính quyền quân quản Cộng hòa miền Nam Việt Nam lúc bấy giờ vẫn duy trì ba đơn vị hành chính cấp tỉnh ngang bằng nhau là tỉnh Mỹ Tho, tỉnh Gò Công và thành phố Mỹ Tho cho đến đầu năm 1976. Lúc này, chính quyền Cách mạng cũng bỏ danh xưng "quận" có từ thời Pháp thuộc và lấy danh xưng "huyện" (quận và phường dành cho các đơn vị hành chánh tương đương khi đã đô thị hóa). Bên cạnh đó, chính quyền Cách mạng cũng tách một phần đất đai thuộc tỉnh Kiến Tường để sáp nhập vào địa bàn tỉnh Mỹ Tho lúc bấy giờ.
Ngày 20 tháng 9 năm 1975, Bộ Chính trị ra Nghị quyết số 245-NQ/TW về việc bỏ khu, hợp tỉnh trong toàn quốc "nhằm xây dựng các tỉnh thành những đơn vị kinh tế, kế hoạch và đơn vị hành chính có khả năng giải quyết đến mức cao nhất những yêu cầu về đẩy mạnh sản xuất, tổ chức đời sống vật chất, văn hóa của nhân dân, về củng cố quốc phòng, bảo vệ trị an, và có khả năng đóng góp tốt nhất vào sự nghiệp chung của cả nước". Theo Nghị quyết này, tỉnh Long An, tỉnh Bến Tre, tỉnh Mỹ Tho, tỉnh Gò Công và thành phố Mỹ Tho sẽ hợp nhất lại thành một tỉnh, tên gọi tỉnh mới cùng với nơi đặt tỉnh lỵ sẽ do địa phương đề nghị lên.
Nhưng đến ngày 20 tháng 12 năm 1975, Bộ Chính trị lại ra Nghị quyết số 19/NQ điều chỉnh lại việc hợp nhất tỉnh ở miền Nam Việt Nam cho sát với tình hình thực tế, theo đó tỉnh Mỹ Tho, tỉnh Gò Công và thành phố Mỹ Tho được tiến hành hợp nhất lại thành một tỉnh.

## Sau ngày 30 tháng 4 năm 1975

### Năm 1975
Ban đầu, chính quyền quân quản Cộng hòa miền Nam Việt Nam vẫn duy trì tên gọi của ba đơn vị hành chính cấp tỉnh ngang bằng nhau là tỉnh Mỹ Tho, tỉnh Gò Công và thành phố Mỹ Tho cho đến đầu năm 1976. Khi đó, tỉnh lỵ tỉnh Mỹ Tho đặt tại thị trấn Cai Lậy (trực thuộc huyện Cai Lậy), tỉnh lỵ tỉnh Gò Công đặt tại thị xã Gò Công; còn thành phố Mỹ Tho đóng vai trò là trung tâm đầu não của cả Khu 8 (còn gọi là Khu Trung Nam Bộ).

### Năm 1976
Ngày 24 tháng 2 năm 1976, Chính phủ Cách mạng lâm thời Cộng hòa miền Nam Việt Nam ra Nghị định về việc giải thể khu, hợp nhất tỉnh ở miền Nam Việt Nam. Theo đó, tỉnh Mỹ Tho, tỉnh Gò Công và thành phố Mỹ Tho hợp nhất thành một tỉnh mới lấy tên là tỉnh Tiền Giang.
Ngày 1 tháng 3 năm 1976, tỉnh Tiền Giang chính thức đi vào hoạt động cho đến tận ngày nay.
Khi hợp nhất, tỉnh Tiền Giang có 7 đơn vị hành chính gồm: thành phố Mỹ Tho, thị xã Gò Công và 5 huyện: Cái Bè, Cai Lậy, Châu Thành, Chợ Gạo, Gò Công. Tỉnh lỵ đặt tại thành phố Mỹ Tho.

### Năm 1977: Quyết định 77-CP
- Quyết định 77-CP[1] ngày 26 tháng 3 năm 1977 của Hội đồng Chính phủ về việc chuyển thị xã Gò Công tỉnh Tiền Giang thành thị trấn Gò Công huyện Gò Công cùng tỉnh.

### Năm 1979: Quyết định 152-CP
- Quyết định 152-CP[2] ngày 12 tháng 4 năm 1979 của Hội đồng Chính phủ về việc điều chỉnh địa giới một số xã thuộc huyện Cai Lậy, huyện Cái Bè, tỉnh Tiền Giang:
- Huyện Cai Lậy:

1. Chia xã Thạnh Phú thành hai xã lấy tên là xã Thạnh Lộc và xã Phú Cường.
2. Hợp nhất xã Hội Sơn và xã Xuân Sơn thành một xã lấy tên là xã Hội Xuân.

- Huyện Cái Bè

1. Chia xã Hậu Mỹ Nam thành hai xã lấy tên là xã Hậu Mỹ Phú và xã Hậu Mỹ Trinh.
2. Chia xã Hậu Mỹ Bắc thành hai xã lấy tên là xã Hậu Mỹ Bắc A và Hậu Mỹ Bắc B.
3. Chia xã Mỹ Thiện thành hai xã lấy tên là xã Thiện Tri và xã Thiện Trung.
4. Chia xã Thanh Hưng thành hai xã lấy tên là xã Tân Thạnh và xã Tân Hưng.
5. Chia xã Mỹ Lợi thành hai xã lấy tên là xã Mỹ Lợi A và xã Mỹ Lợi B.

### Năm 1979: Quyết định 155-CP
- Quyết định 155-CP[3] ngày 13 tháng 4 năm 1979 của Hội đồng Chính phủ về việc chia huyện Gò Công tỉnh Tiền Giang thành huyện Gò Công Đông, Gò Công Tây:

1. Huyện Gò Công Đông gồm có các xã Tân Đông, Tân Trung, Bình Xuân, Bình Đông, Tân Phước, Gia Thuận, Tân Thành, Tân Điền, Phước Trung, Tăng Hòa, Bình Nghị, Bình Ân, Phú Đông, Kiểng Phước, Vàm Láng, Tân Tây và thị trấn Gò Công.
2. Huyện Gò Công Tây gồm có các xã Bình Nhì, Thạnh Nhựt, Đồng Sơn, Đồng Thạnh, Yên Luông, Bình Tân, Bình Phú, Thành Công, Long Vĩnh, Vĩnh Hựu, Tân Thới, Tân Phú, Phú Thạnh, Long Bình, Thạnh Trị và thị trấn Vĩnh Bình.

### Năm 1987: Quyết định 23-HĐBT
- Quyết định 23-HĐBT[4] ngày 13 tháng 2 năm 1987 của Hội đồng Bộ trưởng về việc thành lập thị trấn Tân Hòa thuộc huyện Gò Công Đông:

1. Nay giải thể xã Tân Hoà của huyện Gò Công Đông thuộc tỉnh Tiền Giang để thành lập thị trấn Tân Hoà (thị trấn huyện lỵ huyện Gò Công Đông).

### Năm 1987: Quyết định 37-HĐBT
- Quyết định 37-HĐBT'[5] ngày 16 tháng 2 năm 1987 của Hội đồng Bộ trưởng về việc thành lập thị xã Gò Công thuộc tỉnh Tiền Giang.

1. Thành lập thị xã Gò Công trên cơ sở thị trấn Gò Công, một phần diện tích, dân số của xã Tân Đông; một phần diện tích, dân số của xã Bình Nghị với tổng diện tích tự nhiên 2.207 hécta cùng 40.115 nhân khẩu của huyện Gò Công Đông, một phần diện tích, dân số của xã Yên Luông; một phần diện tích, dân số của xã Thành Công với tổng diện tích tự nhiên 893 hécta với 7.843 nhân khẩu của huyện Gò Công Tây.
2. Thị xã Gò Công gồm 2 phường: phường 1, phường 2 và 4 xã: Long Chánh, Long Hòa, Long Hưng, Long Thuận, có tổng diện tích tự nhiên 3.100 hécta với 4.803 nhân khẩu.
3. Địa giới xã Gò Công ở phía đông giáp xã Bình Ân và Bình Nghị, phía tây giáp xã Yên Luông và xã Thành Công; phía nam giáp xã Bình Nghị và xã Bình Tân; phía bắc giáp xã Thành Công và xã Tân Trung.
4. Huyện Gò Công Đông còn 15 xã và 1 thị trấn, có diện tích tự nhiên 35.942 hécta với 149.845 nhân khẩu.
5. Địa giới huyện Gò Công Đông ở phía đông giáp biển Đông, phía tây giáp huyện Gò Công Tây; phía nam giáp tỉnh Bến Tre; phía bắc giáp tỉnh Long An.

### Năm 1990: Quyết định 521-TCCP
- Quyết định số 521-TCCP ngày 23 tháng 11 năm 1990 của Ban Tổ chức Chính phủ về việc thành lập xã thuộc huyện Cái Bè.

1. Thành lập xã Mỹ Tân thuộc huyện Cái Bè trên cơ sở điều chỉnh một phần diện tích tự nhiên và nhân khẩu của các xã Mỹ Trung, Mỹ Lợi B, Mỹ Đức Tây và nông trường Ngô Văn Nhạc.

### Năm 1992
- Ngày 9 tháng 3 năm 1992, thành lập xã Phú Tân thuộc huyện Gò Công Đông trên cơ sở điều chỉnh một phần diện tích tự nhiên và nhân khẩu của xã Phú Đông.

### Năm 1994: Nghị định 69-CP
- Nghị định 69-CP ngày 23 tháng 6 năm 1994 của Chính phủ thành lập một số phường thuộc thị xã Gò Công:

1. Thành lập phường 3 thuộc thị xã Gò Công trên cơ sở một phần diện tích và nhân khẩu của xã Long Hưng.
2. Thành lập phường 4 thuộc thị xã Gò Công trên cơ sở một phần diện tích và nhân khẩu của xã Long Chánh.

### Năm 1994: Nghị định 68-CP
- Nghị định 68-CP[6] ngày 11 tháng 7 năm 1994 của Chính phủ thành lập huyện Tân Phước thuộc tỉnh Tiền Giang:

1. Thành lập huyện Tân Phước thuộc tỉnh Tiền Giang trên cơ sở diện tích tự nhiên 10.634,72 hécta (trong đó có 580 hécta giao lại cho Long An), nhân khẩu 5.698 của huyện Cai Lậy (bao gồm toàn bộ diện tích tự nhiên và dân số của xã Tân Hòa Tây) và diện tích tự nhiên 23.486,53 hécta (trong đó có 550,81 hécta giao cho tỉnh Long An), nhân khẩu 36.333 của huyện Châu Thành (bao gồm toàn bộ diện tích tự nhiên và dân số của các xã Tân Hòa Đông, Hưng Thạnh, Mỹ Phước, Phú Mỹ, Tân Lập và Tân Hòa Thành).
2. Huyện Tân Phước có 32.991,44 hécta diện tích tự nhiện và 42.031 nhân khẩu.
3. Thành lập thị trấn Mỹ Phước trên cơ sở 247,57 ha diện tích tự nhiên và 2000 nhân khẩu của xã Mỹ Phước.
4. Thành lập xã Thạnh Hòa trên cơ sở 2.662,27 ha diện tích tự nhiên và 627 nhân khẩu của xã Tân Hòa Tây.
5. Thành lập xã Thạnh Tân trên cơ sở 3.319,8 ha diện tích tự nhiên và 541 nhân khẩu của xã Tân Hòa Tây.
6. Thành lập xã Tân Lập 1 trên cơ sở 2.870,99 ha diện tích tự nhiên và 1800 nhân khẩu của xã Tân Lập.
7. Thành lập xã Tân Lập 2 trên cơ sở toàn bộ 1.647,11 ha diện tích tự nhiên và 1525 nhân khẩu còn lại của xã Tân Lập.
8. Thành lập xã Phước Lập trên cơ sở 3.442,78 ha diện tích tự nhiên và 5942 nhân khẩu của xã Mỹ Phước.
9. Thành lập xã Thạnh Mỹ trên cơ sở 2.805,54 diện tích tự nhiên và 789 nhân khẩu của xã Tân Hòa Đông.

- Sau khi điều chỉnh địa giới thành lập huyện Tân Phước:

1. Huyện Tân Phước có 13 đơn vị hành chính trực thuộc gồm thị trấn Mỹ Phước và 12 xã: Hưng Thạnh, Mỹ Phước, Phú Mỹ, Phước Lập, Tân Hòa Đông, Tân Hòa Tây, Tân Hòa Thành, Tân Lập 1, Tân Lập 2, Thạnh Hòa, Thạnh Mỹ, Thạnh Tân.
2. Xã Mỹ Phước có diện tích tự nhiên 3.900,82 hécta diện tích tự nhiên và 2.972 nhân khẩu.
3. Xã Tân Hoà Đông có 2.614 hécta diện tích tự nhiên và nhân khẩu 1.181 nhân khẩu.
4. Xã Tân Hoà Tây có 3.352 hécta diện tích tự nhiên và 2.853 nhân khẩu.
5. Huyện Cai Lậy còn lại 40.893,66 hécta diện tích tự nhiên và 314.243 nhân khẩu; gồm 28 đơn vị hành chính là các xã Ngũ Hiệp, Tam Bình, Tân Phong, Long Trung, Hội Xuân, Hiệp Đức, Long Tiên, Mỹ Long, Phú Quý, Long Khánh, Cẩm Sơn, Phú An, Nhị Quý, Nhị Mỹ, Thanh Hoà, Bình Phú, Phú Nhuận, Tân Bình, Tân Hội, Tân Phú, Mỹ Hạnh Trung, Mỹ Hạnh Đông, Mỹ Phước Tây, Phú Cường, Thạnh Lộc, Mỹ Thành Bắc, Mỹ Thành Nam và thị trấn Cai Lậy.
6. Huyện Châu Thành còn lại 25.376,03 hécta diện tích tự nhiên và 243.880 nhân khẩu, gồm 24 đơn vị hành chính là các xã Phú Phong, Kim Sơn, Song Thuận, Bàn Long, Vĩnh Kim, Bình Trưng, Hữu Đạo, Đông Hoà, Long Hưng, Dưỡng Điềm, Điềm Hy, Nhị Bình, Long Định, Tam Hiệp, Phước Thạnh, Thạnh Phú, Bình Đức, Thân Cửu Nghĩa, Tân Lý Tây, Tân Lý Đông, Tân Hội Đông, Tân Hương, Long An và thị trấn Tân Hiệp.

### Năm 2002: Nghị định 07/2002/NĐ-CP
- Nghị định 07/2002/NĐ-CP[7] ngày 14 tháng 1 năm 2002 về việc thành lập xã thuộc huyện Gò Công Tây, Gò Công Đông, tỉnh Tiền Giang:

1. Thành lập xã Tân Thạnh thuộc huyện Gò Công Tây trên cơ sở 1.134,32 ha diện tích tự nhiên và 2.836 nhân khẩu của xã Tân Phú; 550,2 ha diện tích tự nhiên và 1.769 nhân khẩu của xã Tân Thới; 552,51 ha diện tích tự nhiên và 358 nhân khẩu của xã Phú Thạnh.
  1. Sau khi điều chỉnh địa giới hành chính để thành lập xã Tân Thạnh, xã Tân Phú còn lại 1.893,08 ha diện tích tự nhiên và 8.990 nhân khẩu; xã Tân Thới còn lại 2.189,3 ha diện tích tự nhiên và 11.699 nhân khẩu; xã Phú Thạnh còn lại 2.299,39 ha diện tích tự nhiên và 6.270 nhân khẩu.
2. Thành lập xã Tăng Hoà thuộc huyện Gò Công Đông trên cơ sở 1.745,67 ha diện tích tự nhiên và 9.568 nhân khẩu của thị trấn Tân Hoà.
  1. Sau khi điều chỉnh địa giới hành chính để thành lập xã Tăng Hòa, thị trấn Tân Hòa còn lại 322,74 ha diện tích tự nhiên và 5.298 nhân khẩu.

### Năm 2003: Nghị định 154/2003/NĐ-CP
- Nghị định 154/2003/NĐ-CP[8] ngày 9 tháng 12 năm 2003 của Chính phủ về việc thành lập phường, xã thuộc thành phố Mỹ Tho, thị xã Gò Công và huyện Cái Bè, tỉnh Tiền Giang:

1. Thành lập phường Tân Long thuộc thành phố Mỹ Tho trên cơ sở toàn bộ diện tích tự nhiên và dân số của xã Tân Long.
2. Thành lập phường 9 thuộc thành phố Mỹ Tho trên cơ sở 274 ha diện tích tự nhiên và 9.270 nhân khẩu của xã Tân Mỹ Chánh.
  1. Sau khi điều chỉnh địa giới hành chính thành lập phường 9, xã Tân Mỹ Chánh còn lại 681,93 ha diện tích tự nhiên và 9.385 nhân khẩu.
3. Thành lập phường 10 thuộc thành phố Mỹ Tho trên cơ sở 69,32 ha diện tích tự nhiên và 3.323 nhân khẩu của xã Đạo Thạnh, 197,26 ha diện tích tự nhiên và 6.964 nhân khẩu của xã Trung An.
  1. Sau khi điều chỉnh địa giới hành chính thành lập phường 10, xã Đạo Thạnh còn lại 518,44 ha diện tích tự nhiên và 7.447 nhân khẩu; xã Trung An còn lại 709,74 ha diện tích tự nhiên và 7.120 nhân khẩu.
4. Thành lập phường 5 thuộc thị xã Gò Công trên cơ sở 160 ha diện tích tự nhiên và 7.740 nhân khẩu của xã Long Hòa.
  1. Sau khi điều chỉnh địa giới hành chính thành lập phường 5, xã Long Hòa còn lại 642,62 ha diện tích tự nhiên và 6.975 nhân khẩu.
5. Chia xã Hội Cư thuộc huyện Cái Bè thành xã An Cư và xã Mỹ Hội.
  1. Xã An Cư có 1.142,81 ha diện tích tự nhiên và 13.733 nhân khẩu.
  2. Xã Mỹ Hội có 1.377,23 ha diện tích tự nhiên và 7.442 nhân khẩu.

### Năm 2008: Nghị định 09/2008/NĐ-CP
- Nghị định 09/2008/NĐ-CP[9] ngày 21 tháng 1 năm 2008 của Chính phủ về việc điều chỉnh địa giới hành chính các huyện Gò Công Đông, Gò Công Tây để mở rộng thị xã Gò Công và thành lập huyện Tân Phú Đông, tỉnh Tiền Giang:

1. Điều chỉnh 6.410,28 ha diện tích tự nhiên và 39.949 nhân khẩu của huyện Gò Công Đông (bao gồm toàn bộ diện tích tự nhiên và nhân khẩu của các xã: Bình Đông, Bình Xuân và Tân Trung); 580,72 ha diện tích tự nhiên và 2.238 nhân khẩu của xã Thành Công thuộc huyện Gò Công Tây về thị xã Gò Công quản lý.
2. Điều chỉnh 580,72 ha diện tích tự nhiên và 2.238 nhân khẩu (phần diện tích tự nhiên và nhân khẩu của xã Thành Công thuộc huyện Gò Công Tây được điều chỉnh về thị xã Gò Công) về xã Bình Xuân thuộc thị xã Gò Công quản lý.
  1. Xã Bình Xuân thuộc thị xã Gò Công có 2.786,41 ha diện tích tự nhiên và 14.561 nhân khẩu.
  2. Thị xã Gò Công có 10.198,48 ha diện tích tự nhiên và 97.709 nhân khẩu, có 12 đơn vị hành chính trực thuộc, bao gồm các phường: 1, 2, 3, 4, 5 và các xã: Long Hoà, Long Thuận, Long Hưng, Long Chánh, Tân Trung, Bình Đông và Bình Xuân.
3. Thành lập huyện Tân Phú Đông thuộc tỉnh Tiền Giang trên cơ sở điều chỉnh 8.632,88 ha diện tích tự nhiên và 33.296 nhân khẩu của huyện Gò Công Tây (bao gồm toàn bộ diện tích tự nhiên và nhân khẩu của các xã: Tân Thới, Tân Phú, Phú Thạnh, Tân Thạnh); 11.575,43 ha diện tích tự nhiên và 9.630 nhân khẩu của huyện Gò Công Đông (bao gồm toàn bộ diện tích tự nhiên và nhân khẩu của xã Phú Đông và xã Phú Tân).
  1. Huyện Tân Phú Đông có 20.208,31 ha diện tích tự nhiên và 42.926 nhân khẩu, có 6 đơn vị hành chính trực thuộc, gồm các xã: Phú Đông, Phú Tân, Tân Thới, Tân Phú, Tân Thạnh và Phú Thạnh.
4. Sau khi điều chỉnh địa giới hành chính để mở rộng thị xã Gò Công và thành lập huyện Tân Phú Đông:
  1. Huyện Gò Công Đông còn lại 26.768,16 ha diện tích tự nhiên và 143.418 nhân khẩu, có 13 đơn vị hành chính trực thuộc, gồm các xã: Vàm Láng, Tân Đông, Tân Tây, Bình Nghị, Bình Ân, Phước Trung, Gia Thuận, Kiểng Phước, Tân Phước, Tân Thành, Tân Điền, Tăng Hoà và thị trấn Tân Hoà.
  2. Huyện Gò Công Tây còn lại 18.017,34 ha diện tích tự nhiên và 134.768 nhân khẩu, có 13 đơn vị hành chính trực thuộc, gồm các xã: Yên Luông, Thành Công, Đồng Sơn, Bình Phú, Long Vĩnh, Bình Nhì, Thạnh Trị, Đồng Thạnh, Bình Tân, Thạnh Nhựt, Vĩnh Hựu, Long Bình và thị trấn Vĩnh Bình.
  3. Xã Thành Công thuộc huyện Gò Công Tây còn lại 810,52 ha diện tích tự nhiên và 4.514 nhân khẩu.
  4. Tỉnh Tiền Giang có 248.177,21 ha diện tích tự nhiên và 1.707.432 nhân khẩu, có 10 đơn vị hành chính trực thuộc, gồm các huyện: Cái Bè, Cai Lậy, Châu Thành, Tân Phước, Chợ Gạo, Gò Công Tây, Gò Công Đông, Tân Phú Đông, thị xã Gò Công và thành phố Mỹ Tho.

### Năm 2009: Nghị quyết 28/NQ-CP
- Nghị quyết 28/NQ-CP[10] ngày 29 tháng 6 năm 2009 của Chính phủ về việc điều chỉnh địa giới hành chính huyện Châu Thành, huyện Chợ Gạo để mở rộng địa giới hành chính thành phố Mỹ Tho; điều chỉnh địa giới hành chính xã, thành lập xã thuộc thành phố Mỹ Tho, huyện Châu Thành, huyện Chợ Gạo, tỉnh Tiền Giang:

1. Mở rộng địa giới hành chính thành phố Mỹ Tho trên cơ sở điều chỉnh 2.585,77 ha diện tích tự nhiên và 24.440 nhân khẩu của huyện Châu Thành (bao gồm toàn bộ 1.211,64 ha diện tích tự nhiên và 5.505 nhân khẩu của xã Thới Sơn; 329,90 ha diện tích tự nhiên và 4.174 nhân khẩu của xã Long An; 177,69 ha diện tích tự nhiên và 1.754 nhân khẩu của xã Thạnh Phú; 510,01 ha diện tích tự nhiên và 6.177 nhân khẩu của xã Phước Thạnh; 356,53 ha diện tích tự nhiên và 6.830 nhân khẩu của xã Bình Đức) và 709,51 ha diện tích tự nhiên và 6.917 nhân khẩu của huyện Chợ Gạo (bao gồm 502,33 ha diện tích tự nhiên và 4.986 nhân khẩu của xã Lương Hòa Lạc; 207,18 ha diện tích tự nhiên và 1.931 nhân khẩu của xã Song Bình) về thành phố Mỹ Tho quản lý.
  1. Thành phố Mỹ Tho có 8.154,08 ha diện tích tự nhiên và 204.142 nhân khẩu.
2. Thành lập xã Phước Thạnh thuộc thành phố Mỹ Tho trên cơ sở điều chỉnh 329,90 ha diện tích tự nhiên và 4.174 nhân khẩu của xã Long An; 177,69 ha diện tích tự nhiên và 1.754 nhân khẩu của xã Thạnh Phú; 510,01 ha diện tích tự nhiên và 6.177 nhân khẩu của xã Phước Thạnh (phần diện tích tự nhiên và nhân khẩu của xã Phước Thạnh thuộc huyện Châu Thành điều chỉnh về thành phố Mỹ Tho)
  1. Xã Phước Thạnh có 1.017,60 ha diện tích tự nhiên và 12.105 nhân khẩu.
3. Điều chỉnh 356,53 ha diện tích tự nhiên và 6.830 nhân khẩu của xã Bình Đức (phần diện tích tự nhiên và nhân khẩu điều chỉnh về thành phố Mỹ Tho) về xã Trung An thuộc thành phố Mỹ Tho quản lý.
4. Điều chỉnh 502,33 ha diện tích tự nhiên và 4.986 nhân khẩu của xã Lương Hòa Lạc (phần diện tích tự nhiên và nhân khẩu điều chỉnh về thành phố Mỹ Tho) về xã Đạo Thạnh thuộc thành phố Mỹ Tho quản lý.
5. Điều chỉnh 207,18 ha diện tích tự nhiên và 1.931 nhân khẩu của xã Song Bình (phần diện tích tự nhiên và nhân khẩu điều chỉnh về thành phố Mỹ Tho) về xã Tân Mỹ Chánh thuộc thành phố Mỹ Tho quản lý.
6. Điều chỉnh 323,14 ha diện tích tự nhiên và 3.093 nhân khẩu còn lại của xã Phước Thạnh về xã Thạnh Phú thuộc huyện Châu Thành quản lý.

- Sau khi điều chỉnh địa giới hành chính huyện Châu Thành, huyện Chợ Gạo để mở rộng địa giới hành chính thành phố Mỹ Tho; điều chỉnh địa giới hành chính xã, thành lập xã thuộc thành phố Mỹ Tho, huyện Châu Thành, huyện Chợ Gạo:

1. Thành phố Mỹ Tho có 8.154,08 ha diện tích tự nhiên và 204.142 nhân khẩu, có 17 đơn vị hành chính trực thuộc, bao gồm các phường: 1, 2, 3, 4, 5, 6, 7, 8, 9, 10, phường Tân Long và các xã: Tân Mỹ Chánh, Đạo Thạnh, Trung An, Mỹ Phong, Phước Thạnh, Thới Sơn.
  1. Xã Đạo Thạnh có 1.031,47 ha diện tích tự nhiên và 12.427 nhân khẩu.
  2. Xã Tân Mỹ Chánh có 931,59 ha diện tích tự nhiên và 8.975 nhân khẩu.
2. Huyện Châu Thành còn lại 22.991,09 ha diện tích tự nhiên và 234.423 nhân khẩu, có 23 đơn vị hành chính trực thuộc, bao gồm: thị trấn Tân Hiệp và các xã: Tân Hội Đông, Tân Hương, Tân Lý Đông, Tân Lý Tây, Thân Cửu Nghĩa, Tam Hiệp, Điềm Hy, Nhị Bình, Dưỡng Điềm, Đông Hòa, Hữu Đạo, Long An, Long Hưng, Bình Trưng, Thạnh Phú, Bàn Long, Vĩnh Kim, Bình Đức, Song Thuận, Kim Sơn, Phú Phong, Long Định.
  1. Xã Thạnh Phú còn lại 733,79 ha diện tích tự nhiên và 8.890 nhân khẩu.
  2. Xã Bình Đức còn lại 755,29 ha diện tích tự nhiên và 6.649 nhân khẩu.
  3. Xã Long An còn lại 591,85 ha diện tích tự nhiên và 8.921 nhân khẩu.
3. Huyện Chợ Gạo còn lại 22.943,39 ha diện tích tự nhiên và 183.241 nhân khẩu, có 19 đơn vị hành chính trực thuộc, bao gồm: thị trấn Chợ Gạo và các xã: Quơn Long, Bình Phục Nhứt, Bình Phan, An Thạnh Thủy, Bình Ninh, Hòa Định, Xuân Đông, Long Bình Điền, Song Bình, Đăng Hưng Phước, Tân Thuận Bình, Thanh Bình, Lương Hòa Lạc, Phú Kiết, Mỹ Tịnh An, Tân Bình Thạnh, Trung Hòa, Hòa Tịnh.
  1. Xã Lương Hòa Lạc còn lại 844,00 ha diện tích tự nhiên và 10.118 nhân khẩu.
  2. Xã Song Bình còn lại 932,58 ha diện tích tự nhiên và 7.435 nhân khẩu.

### Năm 2010: Nghị quyết 37/NQ-CP
- Nghị quyết 37/NQ-CP[11] ngày 30 tháng 9 năm 2010 của Chính phủ về việc điều chỉnh địa giới hành chính xã, thành lập thị trấn Vàm Láng thuộc huyện Gò Công Đông, tỉnh Tiền Giang:

1. Thành lập thị trấn Vàm Láng thuộc huyện Gò Công Đông trên cơ sở điều chỉnh 600 ha diện tích tự nhiên và 13.921 nhân khẩu của xã Vàm Láng.
  1. Thị trấn Vàm Láng có 600 ha diện tích tự nhiên và 13.921 nhân khẩu.
2. Điều chỉnh toàn bộ 1.282,76 ha diện tích tự nhiên và 1.205 nhân khẩu còn lại của xã Vàm Láng về xã Kiểng Phước để quản lý.
  1. Xã Kiểng Phước có 4.038,74 ha diện tích tự nhiên và 15.384 nhân khẩu.
3. Sau khi điều chỉnh địa giới hành chính xã, thành lập thị trấn, huyện Gò Công Đông có 26.768,16 ha diện tích tự nhiên và 143.418 nhân khẩu; có 13 đơn vị hành chính trực thuộc, gồm các thị trấn: Tân Hòa, Vàm Láng và các xã: Tân Điền, Tăng Hòa, Phước Trung, Bình Ân, Tân Đông, Bình Nghị, Gia Thuận, Kiểng Phước, Tân Phước, Tân Thành, Tân Tây.

### Năm 2013: Nghị quyết 130/NQ-CP
- Nghị quyết 130/NQ-CP[12] ngày 26 tháng 12 năm 2013 của Chính phủ về việc điều chỉnh địa giới hành chính huyện Cai Lậy để thành lập thị xã Cai Lậy và huyện Cai Lậy còn lại; thành lập các phường thuộc thị xã Cai Lậy, tỉnh Tiền Giang:

1. Thành lập thị xã Cai Lậy thuộc tỉnh Tiền Giang trên cơ sở điều chỉnh 14.018,95 ha diện tích tự nhiên và 123.775 nhân khẩu của huyện Cai Lậy, bao gồm toàn bộ diện tích tự nhiên và nhân khẩu của thị trấn Cai Lậy và các xã Mỹ Phước Tây, Mỹ Hạnh Đông, Mỹ Hạnh Trung, Tân Phú, Tân Bình, Tân Hội, Nhị Mỹ, Nhị Quý, Thanh Hòa, Phú Quý, Long Khánh.
2. Thành lập phường 1 thuộc thị xã Cai Lậy trên cơ sở điều chỉnh 68,36 ha diện tích tự nhiên, 10.027 nhân khẩu của thị trấn Cai Lậy; 79,15 ha diện tích tự nhiên, 995 nhân khẩu của xã Tân Bình và 73,02 ha diện tích tự nhiên, 405 nhân khẩu của xã Nhị Mỹ.
3. Thành lập phường 2 thuộc thị xã Cai Lậy trên cơ sở điều chỉnh 215,54 ha diện tích tự nhiên, 3.854 nhân khẩu của thị trấn Cai Lậy và 133,65 ha diện tích tự nhiên, 1.562 nhân khẩu của xã Tân Bình.
4. Thành lập phường 3 thuộc thị xã Cai Lậy trên cơ sở điều chỉnh 278,19 ha diện tích tự nhiên, 2.778 nhân khẩu của xã Tân Bình và 57,56 ha diện tích tự nhiên, 545 nhân khẩu của xã Nhị Mỹ.
5. Thành lập phường 4 thuộc thị xã Cai Lậy trên cơ sở điều chỉnh 85,57 ha diện tích tự nhiên, 4.858 nhân khẩu của thị trấn Cai Lậy và 118,17 ha diện tích tự nhiên, 1.181 nhân khẩu của xã Nhị Mỹ.
6. Thành lập phường 5 thuộc thị xã Cai Lậy trên cơ sở điều chỉnh 255,62 ha diện tích tự nhiên và 7.499 nhân khẩu còn lại của thị trấn Cai Lậy.
7. Thành lập phường Nhị Mỹ thuộc thị xã Cai Lậy trên cơ sở điều chỉnh 553,84 ha diện tích tự nhiên và 4.586 nhân khẩu còn lại của xã Nhị Mỹ.

- Sau khi điều chỉnh địa giới hành chính huyện Cai Lậy để thành lập thị xã Cai Lậy và huyện Cai Lậy còn lại, thành lập các phường thuộc thị xã Cai Lậy:

1. Thị xã Cai Lậy có 14.018,95 ha diện tích tự nhiên và 123.775 nhân khẩu, có 16 đơn vị hành chính cấp xã, bao gồm 6 phường: phường 1, phường 2, phường 3, phường 4, phường 5, phường Nhị Mỹ và 10 xã: Tân Bình, Mỹ Phước Tây, Mỹ Hạnh Đông, Mỹ Hạnh Trung, Tân Phú, Tân Hội, Nhị Quý, Thanh Hòa, Phú Quý, Long Khánh.
2. Xã Tân Bình thuộc thị xã Cai Lậy còn lại 900,93 ha diện tích tự nhiên và 5,669 nhân khẩu.
3. Huyện Cai Lậy còn lại 29.599,37 ha diện tích tự nhiên và 186.583 nhân khẩu, có 16 đơn vị hành chính cấp xã, bao gồm các xã: Thạnh Lộc, Mỹ Thành Bắc, Phú Cường, Mỹ Thành Nam, Phú Nhuận, Bình Phú, Cẩm Sơn, Phú An, Mỹ Long, Long Tiên, Hiệp Đức, Long Trung, Hội Xuân, Tân Phong, Tam Bình và Ngũ Hiệp.
4. Tỉnh Tiền Giang có 11 đơn vị hành chính cấp huyện, gồm thành phố Mỹ Tho, thị xã Gò Công, thị xã Cai Lậy và các huyện: Cái Bè, Gò Công Đông, Gò Công Tây, Chợ Gạo, Châu Thành, Tân Phước, Cai Lậy và Tân Phú Đông.

### Năm 2020: Nghị quyết 870/NQ-UBTVQH14
- Nghị quyết 870/NQ-UBTVQH14[13] ngày 10 tháng 1 năm 2020 của Ủy ban Thường vụ Quốc hội về việc sắp xếp đơn vị hành chính cấp xã trên địa bàn tỉnh Tiền Giang giai đoạn 2019–2021:

1. Sáp nhập toàn bộ diện tích tự nhiên và dân số của xã Mỹ Phước thuộc huyện Tân Phước vào thị trấn Mỹ Phước.
2. Thị trấn Mỹ Phước có 40,28 km² diện tích tự nhiên và 6.678 người.
3. Huyện Tân Phước có 12 đơn vị hành chính cấp xã, bao gồm thị trấn Mỹ Phước (huyện lỵ) và 11 xã: Hưng Thạnh, Phú Mỹ, Phước Lập, Tân Hoà Đông, Tân Hoà Tây, Tân Hoà Thành, Tân Lập 1, Tân Lập 2, Thạnh Hoà, Thạnh Mỹ, Thạnh Tân.

### Năm 2022: Nghị quyết 569/NQ-UBTVQH15
- Nghị quyết 569/NQ-UBTVQH15[14] ngày 11 tháng 8 năm 2022 của Ủy ban Thường vụ Quốc hội về việc thành lập thị trấn Bình Phú thuộc huyện Cai Lậy, tỉnh Tiền Giang:

1. Thành lập thị trấn Bình Phú thuộc huyện Cai Lậy trên cơ sở toàn bộ 19,07 km² diện tích tự nhiên và 18.502 người của xã Bình Phú.
2. Huyện Cai Lậy có 16 đơn vị hành chính cấp xã, bao gồm thị trấn Bình Phú (huyện lỵ) và 15 xã: Cẩm Sơn, Hiệp Đức, Hội Xuân, Long Tiên, Long Trung, Mỹ Long, Mỹ Thành Bắc, Mỹ Thành Nam, Ngũ Hiệp, Phú An, Phú Cường, Phú Nhuận, Tam Bình, Tân Phong, Thạnh Lộc.

### Năm 2024: Nghị quyết 1013/NQ-UBTVQH15 của Ủy ban Thường vụ Quốc hội
- Nghị quyết 1013/NQ-UBTVQH15[15] ngày 19 tháng 3 năm 2024 của Ủy ban Thường vụ Quốc hội về việc sắp xếp đơn vị hành chính cấp xã, thành lập các phường Long Chánh, Long Hòa, Long Hưng, Long Thuận thuộc thị xã Gò Công và thành lập thành phố Gò Công thuộc tỉnh Tiền Giang:

1. Sáp nhập toàn bộ diện tích tự nhiên và dân số của Phường 4 vào Phường 1.
2. Sáp nhập toàn bộ diện tích tự nhiên và dân số của Phường 3 vào Phường 2.
3. Thành lập phường Long Chánh trên cơ sở toàn bộ diện tích tự nhiên và dân số của xã Long Chánh.
4. Thành lập phường Long Hòa trên cơ sở toàn bộ diện tích tự nhiên và dân số của xã Long Hòa.
5. Thành lập phường Long Hưng trên cơ sở toàn bộ diện tích tự nhiên và dân số của xã Long Hưng.
6. Thành lập phường Long Thuận trên cơ sở toàn bộ diện tích tự nhiên và dân số của xã Long Thuận.
7. Thành lập thành phố Gò Công trên cơ sở toàn bộ diện tích tự nhiên và dân số của thị xã Gò Công.
8. Thành phố Gò Công có 10 đơn vị hành chính cấp xã, bao gồm 7 phường: Phường 1, Phường 2, Phường 5, Long Chánh, Long Hòa, Long Hưng, Long Thuận và 3 xã: Bình Đông, Bình Xuân, Tân Trung.
9. Tỉnh Tiền Giang có 11 đơn vị hành chính cấp huyện, bao gồm thành phố Mỹ Tho, thành phố Gò Công, thị xã Cai Lậy và các huyện: Cai Lậy, Cái Bè, Gò Công Đông, Gò Công Tây, Châu Thành, Chợ Gạo, Tân Phú Đông, Tân Phước.

### Năm 2024: Nghị quyết 1202/NQ-UBTVQH15 của Ủy ban Thường vụ Quốc hội
- Nghị quyết 1202/NQ-UBTVQH15[16] ngày 28 tháng 9 năm 2024 của Ủy ban Thường vụ Quốc hội về việc sắp xếp đơn vị hành chính cấp xã của tỉnh Tiền Giang giai đoạn 2023–2025:

huyện Châu Thành
1. Sáp nhập toàn bộ xã Hữu Đạo và xã Dưỡng Điềm vào xã Bình Trưng. Xã Bình Trưng có diện tích tự nhiên là 17,37 km² và quy mô dân số là 23.989 người.
2. Sáp nhập toàn bộ xã Tân Lý Tây vào thị trấn Tân Hiệp. Thị trấn Tân Hiệp có diện tích tự nhiên là 5,74 km² và quy mô dân số là 24.653 người.
3. Huyện Châu Thành có 20 đơn vị hành chính cấp xã, gồm 19 xã và 1 thị trấn.

thành phố Mỹ Tho
1. Sáp nhập toàn bộ Phường 7 vào Phường 1. Phường 1 có diện tích tự nhiên là 1,18 km² và quy mô dân số là 21.097 người.
2. Sáp nhập toàn bộ Phường 3 và Phường 8 vào Phường 2. Phường 2 có diện tích tự nhiên là 1,95 km² và quy mô dân số là 34.510 người.
3. Thành phố Mỹ Tho có 14 đơn vị hành chính cấp xã, gồm 8 phường và 6 xã.
4. Tỉnh Tiền Giang có 11 đơn vị hành chính cấp huyện, gồm 8 huyện, 1 thị xã, 2 thành phố và 164 đơn vị hành chính cấp xã, gồm 135 xã, 21 phường, 8 thị trấn.

Ngày 12 tháng 6 năm 2025, Quốc hội ban hành Nghị quyết số 202/2025/QH15 về việc sắp xếp đơn vị hành chính cấp tỉnh (nghị quyết có hiệu lực từ ngày 12 tháng 6 năm 2025). Theo đó, sáp nhập tỉnh Tiền Giang vào tỉnh Đồng Tháp.